# Costume marin

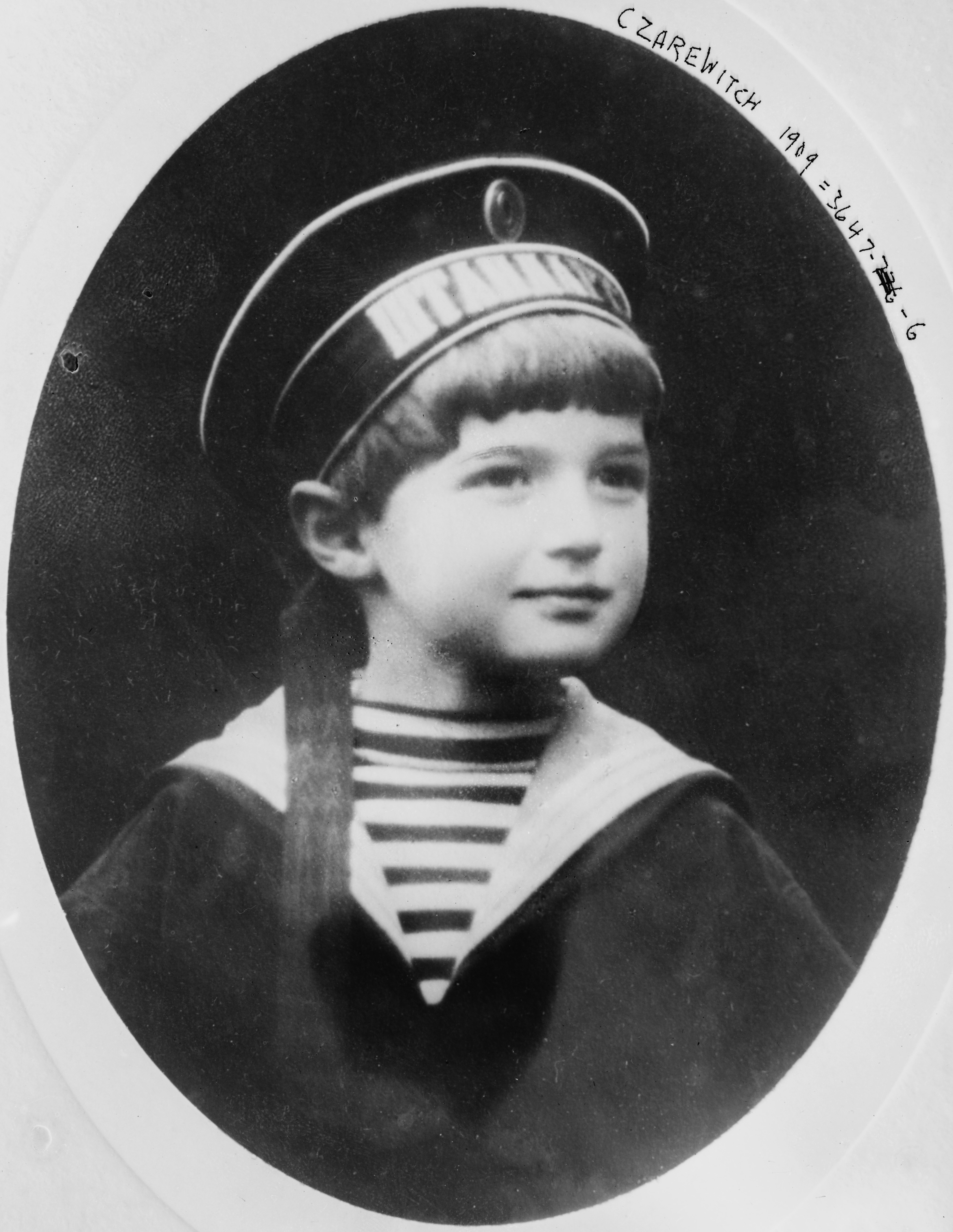
Le tsarevich Alexis Nikolaïevitch de Russie en 1909.

Le costume marin est une mode du costume enfantin qui se développe dans la seconde moitié du XIXe siècle et se retrouve dans tous les pays occidentaux jusqu'à la fin des années 1920. Sa plus grande vogue se situe de 1890 à 1910. Il s'adapte particulièrement aux jeunes garçons entre 6 et 14 ans mais se décline aussi dans une version féminine.

## Histoire

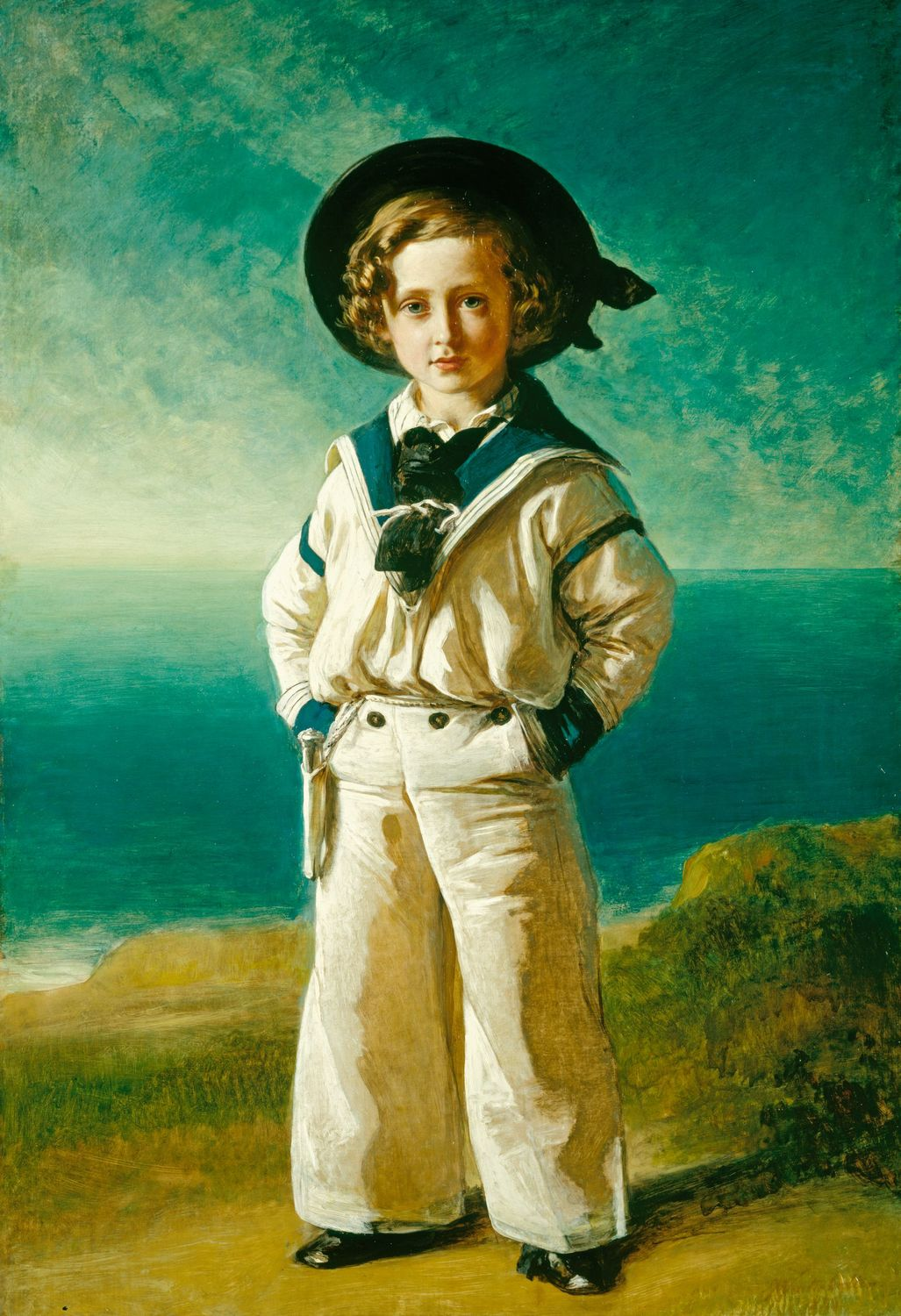
Le prince Albert Édouard (futur Édouard VII), dans un uniforme de marin, par Winterhalter, 1846.

En 1846, le Prince de Galles Albert Édouard (futur Édouard VII), alors âgé de quatre ans, apparaît vêtu d'une version miniature de l'uniforme porté par les matelots du yacht royal. C'est au cours d'une croisière effectuée en septembre au large des îles Anglo-Normandes, qu'il porte cet uniforme de marin miniature, pour le plus grand plaisir non seulement de sa mère la reine Victoria, mais également de l'assistance.
L'innovation se diffuse par le biais de gravures populaires, qui s'inspirent notamment du célèbre portrait réalisé par Franz Xaver Winterhalter. Dès les années 1870, l'uniforme de marin devient une façon très répandue d'habiller les enfants, garçons et filles, dans les milieux aisés de la plupart des pays européens, puis à travers le monde.
C'est l'adoption en chaîne de ce vêtement par les différentes cours européennes (Grande-Bretagne, Russie, France, Allemagne, etc.) qui en lance la mode dans les milieux aristocratiques des pays européens, puis dans la bourgeoisie. Jusque-là, les enfants étaient habillés, jusqu'à « l'âge de raison » (vers 6 ans), d'une robe unisexe, puis ils revêtaient des vêtements non distinctifs copiés sur les vêtements adultes, étape qui coïncidait avec leur entrée à l'école. Sur les photos de classe des années 1890 prises dans la bourgeoisie, on voit beaucoup de garçons habillés en costume marin, mais il s'agit alors d'un « habit du dimanche » qui a été revêtu pour la circonstance. 
Au Japon, le costume marin devient couramment un uniforme scolaire, sous le nom de Sailor fuku.

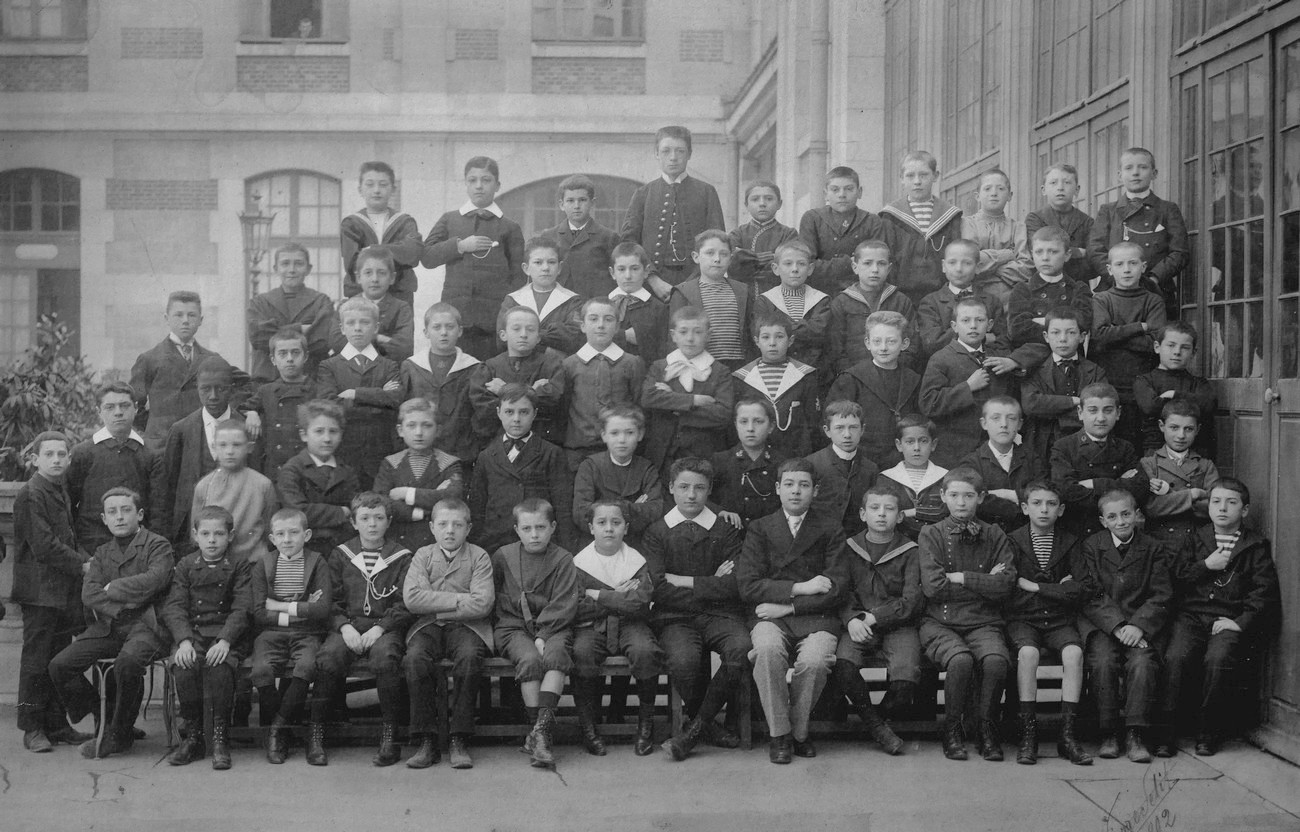
Un groupe en 1892 au lycée Janson-de-Sailly. Parmi des tenues variées, le costume marin est très présent dans différentes déclinaisons.

Au début des années 1930, le costume marin des enfants se fait plus rare, les écoliers portant désormais le pantalon de golf et le pull-over.

## Postérité
- L'ensemble choral des Petits Chanteurs de Vienne se produit en costume marin.
- Le personnage de Donald Duck, créé en 1934, porte un costume marin.